# Meneng
Meneng (hay Menen) là một quận của đảo quốc Thái Bình Dương Nauru, quận thuộc Khu vực bầu cử Meneng. Quận nằm ở đông nam của đảo, diện tích là 3,1 km² và dân số là 1400 người.